# طيطوي أخضر

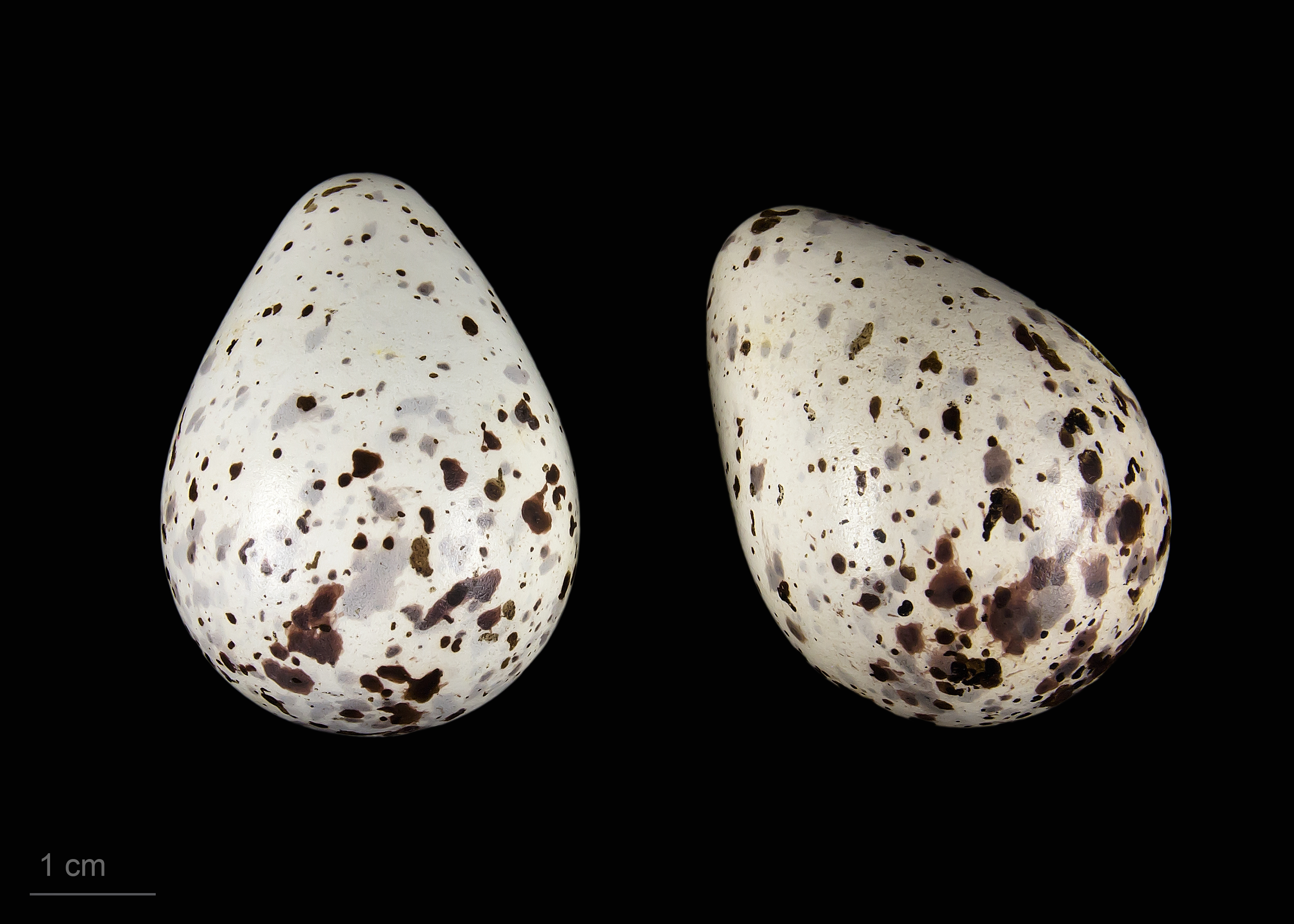
Tringa ochropus

طيطوي أخضر (الاسم العلمي: Tringa  ochropus) (بالإنجليزية: Green  Sandpiper)‏ هو طائر ينتمي إلى طيطوي وشنقب (فصيلة: Scolopacidae).